# Bank Albanii
Bank Albanii (alb. Banka e Shqipërisë) – albański bank centralny z siedzibą w Tiranie.
Podstawowym celem działalności Banku Albanii jest osiągnięcie i utrzymanie stabilnego poziomu cen. Bankowi Albanii przysługuje wyłączne prawo emitowania znaków pieniężnych Albanii. Do zadań banku należy także: organizowanie rozliczeń pieniężnych, prowadzenie gospodarki rezerwami dewizowymi, prowadzenie działalności dewizowej, prowadzenie bankowej obsługi budżetu państwa, regulowanie płynności banków oraz ich refinansowanie, kształtowanie warunków niezbędnych dla rozwoju systemu bankowego, sprawowanie funkcji nadzoru bankowego, regulowanie działalności na rynku bankowym.

## Historia
Bank Albanii rozpoczął działalność w 1992 roku, zastępując ówczesny Państwowy Bank Albanii (1944–1992), którego poprzednikami były Narodowy Bank Albanii (1925–1944) i instytucja finansowa pełniąca rolę pierwszego banku centralnego od 1913 do wybuchu I wojny światowej.
Status banku centralnego potwierdza Art. 161 Konstytucji Albanii a Ustawa nr 8269 z dn. 27 grudnia 1997 roku „O Banku Albanii” określa m.in. cele i zadania banku i jego rolę w systemie bankowym.

## Organizacja
Ustawowymi organami Banku są: Prezes Banku Albanii i Rada Nadzorcza.

### Prezes Banku Albanii
Prezes Banku Albanii zarządza bankiem i jest przewodniczącym Rady Nadzorczej. Odpowiada przed Radą za wdrażanie w życie polityki pieniężnej, kredytowej i kursu walutowego, a także za administrowanie Bankiem. Prezes powoływany jest na 7-letnią kadencję przez Zgromadzenie Albanii na wniosek Prezydenta Albanii.

## Dyrektorzy Banku Albanii
- Tym kolorem oznaczono osoby tymczasowo pełniące funkcję dyrektora Banku Albanii.

| #  | Imię i Nazwisko     | Portret | Kadencja             | Kadencja             |
| #  | Imię i Nazwisko     | Portret | Od                   | Do                   |
| -- | ------------------- | ------- | -------------------- | -------------------- |
| 1  | Mario Alberti       |         | 2 września 1925      | 25 marca 1931        |
| 2  | Giuseppe Bianchini  |         | 25 marca 1931        | 25 marca 1935        |
| 3  | Antonio Mosconi     |         | 25 marca 1935        | 8 września 1943      |
| 4  | Kostandin Boshnjaku |         | 17 stycznia 1945     | 2 kwietnia 1946      |
| 5  | Abdyl Këllezi       |         | 1946                 | 1948                 |
| 6  | Spiro Bakalli       |         | 1948                 | 1966                 |
| 7  | Zeqir Lika          |         | 1 kwietnia 1966      | 15 lutego 1974       |
| 8  | Llazar Gjika        |         | 16 lutego 1974       | 1 listopada 1974     |
| 9  | Aleks Verli         |         | 2 listopada 1974     | marzec 1976          |
| 10 | Kostaq Postoli      |         | 1 marca 1976         | 15 lipca 1984        |
| 11 | Andrea Nako         |         | 16 lipca 1984        | 15 lipca 1985        |
| 12 | Kamber Myftari      |         | 16 września 1985     | 28 lutego 1989       |
| 13 | Qirjako Mihali      |         | 1 marca 1989         | 31 grudnia 1990      |
| 14 | Niko Gjyzari        |         | 1 stycznia 1991      | 31 sierpnia 1991     |
| 15 | Ilir Hoti           |         | maj 1992             | wrzesień 1993        |
| 16 | Dylber Vrioni       |         | wrzesień 1993        | grudzień 1994        |
| 17 | Kristaq Luniku      |         | grudzień 1994        | kwiecień 1997        |
| 18 | Qamil Tusha         |         | kwiecień 1997        | sierpień 1997        |
| 19 | Shkëlqim Cani       |         | 30 sierpnia 1997     | 28 października 2004 |
| 20 | Ardian Fullani      |         | 28 października 2004 | 7 września 2014      |
| -  | Elisabeta Gjoni     |         | 7 września 2014      | 5 lutego 2015        |
| 21 | Gent Sejko          |         | 5 lutego 2015        | nadal                |

### Rada Nadzorcza
Rada kieruje działalnością Banku. W jej skład wchodzi Prezes Banku i 8 członków, powoływanych przez Zgromadzenie Albanii na okres siedmiu lat – trzech członków Rady pochodzi z Banku, a sześciu spoza Banku. Radzie przewodniczy Prezes Banku – od 2004 roku Ardian Fullani.

#### Skład Rady Nadzorczej
Lista podana za informacjami na stronie internetowej Banku Albanii według stanu na dzień 30 czerwca 2015:
- Gent Sejko – Prezes Banku Albanii, przewodniczący Rady Nadzoru
- Elisabeta Gjoni – zastępca przewodniczącego
- Natasha Ahmetaj
- Ela Golemi
- Tonin Kola
- Dhori Kule
- Ermelinda Meksi
- Petraq Milo
- Denada Prifti

Główna siedziba banku znajduje się w Tiranie. Bank prowadzi pięć oddziałów: w Szkodrze, Elbasan, Gjirokastrze, Korczy i Lushnji.

## Działalność

### Funkcje podstawowe
- Bank emisyjny – Bank Albanii ma wyłączne prawo emitowania znaków pieniężnych będących prawnym środkiem płatniczym w Albanii. Bank Albanii określa wielkość ich emisji oraz moment wprowadzenia do obiegu, za którego płynność odpowiada. Ponadto organizuje obieg pieniężny i reguluje ilość pieniądza w obiegu[2][5][6].
- Bank banków – Bank Albanii pełni w stosunku do banków funkcje regulacyjne, które mają na celu zapewnienie stabilności sektora bankowego. Organizuje system rozliczeń pieniężnych, prowadzi bieżące rozrachunki międzybankowe i aktywnie uczestniczy w międzybankowym rynku pieniężnym[7]. Bank Albanii jest odpowiedzialny za stabilność i bezpieczeństwo całego systemu bankowego. Pełniąc funkcję banku banków, sprawuje kontrolę nad działalnością banków, a w szczególności nad przestrzeganiem przepisów prawa bankowego. Ponadto Bank Albanii nadzoruje systemy płatności w Albanii[2][7][8].
- Centralny bank państwa – Bank Albanii prowadzi obsługę bankową budżetu państwa, prowadzi rachunki bankowe rządu oraz realizuje ich zlecenia płatnicze[9]. Do zadań banku należy także prowadzenie gospodarki rezerwami dewizowymi oraz prowadzenie działalności dewizowej[1].

### Pozostała działalność
- Działalność statystyczna – W ramach działalności statystycznej Bank zbiera, przetwarza i publikuje m.in. dane dotyczące bilansu płatniczego i międzynarodowej pozycji inwestycyjnej, a także statystyki pieniężne i bankowe[10].
- Analizy i badania ekonomiczne – Bank Albanii prowadzi i wspiera działalność analityczną i badawczą w zakresie szeroko rozumianej ekonomii i finansów. Wyniki tej działalności publikowane są m.in. w następujących opracowaniach:
  - „Monetary Policy Report” – publikacja kwartalna[11]
  - „Financial Stability Report” – publikacja półroczna[12]
  - „Bank of Albania Working Papers Series” – seria wydawnicza[13]